# Bernardino Ramazzini
Pour les articles homonymes, voir Ramazzini (homonymie).
Bernardino Ramazzini (1633, Carpi – 1714, Padoue), professeur de médecine à Padoue, est un des précurseurs concernant les accidents du travail et précisa certaines mesures d'hygiène et de sécurité. Il est souvent décrit comme le précurseur d'une médecine du travail inventée au XIXe siècle. 

De morbis artificum diatriba, 1745.

En 1700, Ramazzini, médecin à l'université de Modène, publie à Padoue son monumental De morbis artificum diatriba (Traité des maladies des artisans), encore réédité et qui, pendant deux siècles, servira de référence. Il fut traduit en français, commenté et enrichi par Antoine-François Fourcroy en 1777.

## Biographie
Bernard Ramazzini naquit en 1633 à Carpi, petite ville du duché de Modène. Il fit ses études au collège des jésuites de Modène et étudia pendant trois ans la philosophie à Parme. Son père voulut l’engager à entrer dans la carrière du droit et de la législature ; mais il se décida pour la médecine. 
Il suivit les cours de l’université de Parme pendant quatre ans et, après avoir reçu le bonnet de docteur en 1659, se rendit à Rome, où il se mit au nombre des disciples d’Antonio Maria De Rossi, fils de Girolamo Rossi, médecin du pape Clément VII ; il pratiqua son art quelque temps dans cette capitale et obtint la place de medico condotto (médecin particulier) de la petite ville de Castro. Mais l’air de ce pays altéra sa santé et l’obligea de retourner dans sa patrie, où il exerça l’art médical avec distinction jusqu’en 1671, époque à laquelle il fut appelé à Modène par le duc régnant. 
Francesco II d'Este duc de Modène, ayant fondé dans cette dernière ville une école de médecine, en 1678, Ramazzini y fut nommé, quatre ans après, professeur de théorie. Il y enseigna pendant dix-huit ans. Une maladie épidémique, de la nature de celles qu’on nommait fièvres putrides et pétéchiales, se manifesta en 1690, à Modène et y causa de grands ravages, surtout parmi les juifs. Ramazzini eut beaucoup de malades à soigner, et il écrivit une histoire circonstanciée de cette maladie. 
On prétend qu’il a été le premier qui ait observé l’influence qu’une éclipse exerce sur le corps humain malade ; à cette époque il y en eut une de lune pendant laquelle beaucoup de malades succombèrent. L’Université de Padoue jouissait d’une juste célébrité. Ramazzini y fut nommé, en 1700, à la chaire de médecine pratique. Quoiqu’il eut alors soixante-six ans, il n’en fit pas moins ses cours avec toute l’exactitude et l’activité d’un homme dans la force de l’âge ; mais, trois ans après, une fluxion dont il fut attaque lui affaiblit les yeux, et il perdit la vue en 1705. 
Le Sénat de Venise le nomma, en 1708, président du collège de médecine de cette ville, et, l’année suivante, il fut promu à la première chaire de médecine pratique. Son petit-fils lui servait de lecteur pour ses leçons, qu’il continua pendant six ans. Mais, le 5 novembre 1714, il fut frappé d’une apoplexie foudroyante qui termina ses jours, à l’âge de 81 ans. 
Il était membre de l’académie des Dissonanti de Modène, de celle des Curieux de la nature, de l'Académie royale des sciences de Prusse et de l’Académie d'Arcadie de Rome. Ramazzini fut un excellent observateur ; mais il adopta trop servilement les principes systématiques qui dominaient de son temps dans les écoles d’Italie, d’après lesquels on donnait une définition chimique à toutes les causes des maladies, dont il ne se permettait, au reste, que rarement de donner une définition catégorique. 
Cependant il parut toujours assez disposé à regarder la coagulation du sang opérée par les acides, et sa dissolution produite par les alcalis, comme les fondements des maladies dominantes, appuyant cette théorie sur des expériences relatives à l’infusion. En conséquence de ce système, Ramazzini commença, dans l’épidémie de 1692, à prescrire les alcalis ; mais comme il n’en retira aucun avantage, il eut recours aux remèdes acides, tandis que, dans l’épidémie de l’année précédente, il avait trouvé utiles les diaphorétiques et les sels volatils. Deux seuls médecins se montrèrent les adversaires de la doctrine chimique de Ramazzini : ce furent Domenico Sanguinetti, de Naples, qui écrivit en 1699 une dissertation iatrophysique sur ce point ; et Giuseppe Del Papa, premier médecin du grand-duc de Toscane, qui publia son livre De præcipuis humoribus, dans lequel il réfute par des arguments solides la doctrine iatrochimique.

## Œuvres

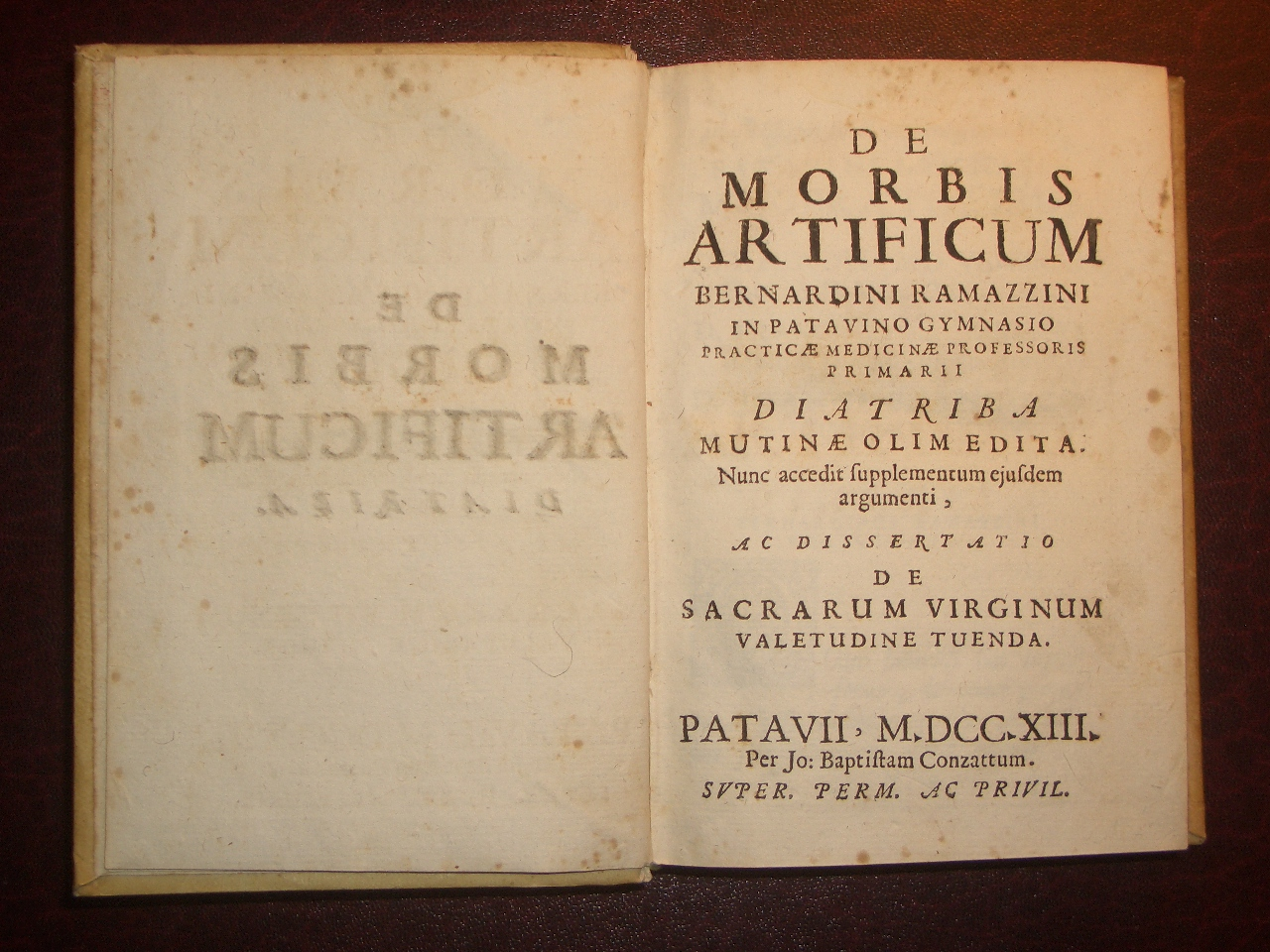
Bernardino Ramazzini, De Morbis Artificum Diatriba, 1713

Ramazzini a beaucoup écrit ; le premier fruit de sa plume fut un poème latin, composé entièrement de vers de Virgile et adressé à Louis XIV pour célébrer l’expédition de Sicile : 
- De bello Siciliæ cento ex Virgilio, Modène, 1677, in-4°. Le présent que le roi lui envoya en récompense se perdit en route.
- Exercitatio iatro-apologetica, seu Responsum ad scripturam quamdam Annibalis Cervii, doctoris medici, Modène, 1679, in-fol. ;
- Relazione sopra il parto e la morte della marchese Martellini, Modène, 1681, 1 vol. in-fol. Cet ouvrage donna lieu à une controverse fort étendue, dont Cinelli donne le détail dans sa Biblioteca volante, t. 4, p. 114.
- De constitutione anni 1690, ac de epidemia quæ Mutinensis agri colonos afflixit , ibid., 1691, in-4° ;
- De fontium Mutinensium admiranda scaturigine, ibid. , 1691 ;
- De morbis artificum diatriba, ibid., 1700 ; Utrecht, 1703; Padoue, 1713; Venise, 1743 ; Leipzig, 1718 ; traduction allemande par Ackerman, Stendal, 1780-1783, 2 vol. in-8°. Cet ouvrage, le plus complet qui eût paru jusqu’alors sur les maladies particulières à chaque profession, a été traduit en français par Fourcroy, Paris, 1777, in-12, et pour ainsi dire refondu avec des additions assez considérables par le docteur Pâtissier, ibid., 1822, 1 vol. in-8°.
- Orationes iatrici argumenti, Padoue, 1708, in-4°. Ce sont des prolusions pour l’ouverture des cours de médecine.
- Ephemerides barometricæ, Modène, 1710 ;
- De principum valetudine tuenda commentatio, Padoue, 1710, in-4° ;
- De contagiosa epidemia quæ in Patavino agro in boves irrepsit, ibid. , 1712, in-8°, 1713 ; traduit en allemand à Lunebourg, 1746, in-8° ;
- De abusu chinæ dissertatio epistolaris, Padoue, 1714. Ramazzini se montra assez ennemi du quinquina, remède nouvellement apporté de l’Amérique espagnole et au sujet duquel il y eut de grandes controverses parmi les médecins. Baglivi, de Rome, qui était contemporain de Ramazzini, fut l’un des plus ardents adversaires de l’emploi du quinquina ; tandis que Torti, de Modène, qui vivait à la même époque, écrivait en faveur de ce précieux médicament son immortel ouvrage intitulé Terapeutice specialis ad febres perniciosas ac repente lethales, qui fut imprimé pour la première fois à Modène en 1709.

Ramazzini publia encore plusieurs autres écrits que l’on trouve dans les recueils des actes des Curieux de la nature et dans ses œuvres, dont la collection fut imprimée à Genève, en 1717, in-4°, par les soins de Bartolomeo Ramazzini, son neveu ; réimprimée à Padoue en 1718, 4 vol. in-8° ; Londres, 1717 ; Naples, 1739, 2 vol. in-4°, fig., cette édition passe pour être la plus complète et la meilleure. Michael Ettmüller publia, en 1711, l’opuscule de Ramazzini : De principum valetudine tuenda, avec des commentaires ou notes, et il y ajouta une vie de l’auteur, qu’Éloy a fait entrer dans son Dictionnaire historique de la médecine et que nous avons aussi dû consulter. Nous avons de plus consulté pour la rédaction de cet article les mémoires du temps et l’Histoire pragmatique de la médecine de Kurt Sprengel. On a aussi la vie de Ramazzini par Michelangelo Zorzi, parmi celles des Arcadi illustri, t. 6, p. 77 ; par Fabroni, Vitæ Italorum, t. 14 ; et par Tiraboschi, dans la Biblioteca Modenese, t. 4, p. 240.